# Altidona
Altidona (im lokalen Dialekt: Altidóna oder Artidona) ist eine italienische Gemeinde (comune) mit 3573 Einwohnern (Stand 31. Dezember 2023) in der Provinz Fermo in den Marken. Die Gemeinde liegt etwa 10 Kilometer südöstlich von Fermo und mit ihrem Ortsteil Marina di Altidona direkt an der Adriaküste. Die südliche Gemeindegrenze bildet der Aso.

## Verkehr
Durch die Gemeinde führt neben der Autostrada A14 von Bologna nach Tarent auch die Strada Statale 16 Adriatica.